# Коґаней

35°41′58″ пн. ш. 139°30′11″ сх. д. / 35.69944° пн. ш. 139.50306° сх. д.
Коґане́й (яп. 小金井市, こがねいし, МФА: [koganei̯ ɕi̥]) — місто в Японії, в префектурі Токіо.

## Короткі відомості
Коґаней розташоване в центральній частині префектурі. Місто засноване 1958 року в результаті підвищення містечка Коґаней до статусу міста. Воно розташоване на плато Мусасіно. Місто сполучається зі столицею Токіо залізницею Сейбу, яка перетинає житлові райони з півночі на південь. Із сусідніми населеними пунктами воно сполучається залізницею JR.
В північно-західній частині міста знаходиться місцевість Нукуї. Вона названа на честь джерела, з якого починається річка Сен. Південною частиною міста протікає річка Но, води якої проносяться висотною терасою Мусасіно і низинною терасою Татікава.
Оскільки район Коґаней багатий на водні ресурси, в ньому здавна було розвинене поливне рисівництво. Це сприяло утворенню багатьох сільських поселень, таких як Кадзіно, Секіно, Токасінден, які лягли в основу майбутнього міста. Активне заселення району почалося після будівництва 1926 року залізничної станції Коґаней. Урбанізаційні процеси в районі пришвидшилися після Другої світової війни.
Основу економіки Коґаней складає комерція, виробництво електротоварів, садівництво і городництво. Рисівництво занепало після 1970 року через передачу сільськогосподарських угідь під житлові масиви.
Окрасою міста є Музей просто неба Едо-Токіо, в якому зібрані старі японські будівлі 19 — початку 20 століття. На території музею знаходиться парк сакур. В місті також розташовані буддистський монастир Санкоїн, японський сад Соро, синтоїстське святилище Нукуї, Токійський університет вільних мистецтв, Інженерний факультет та музей волокна Токійського аграрно-технічного університету та парк Інженерного факультету Університету Хосей.
Станом на 1 жовтня 2008 площа міста становила 11,33 км². Станом на 1 липня 2011 населення міста становило 119 592 осіб.

## Освіта
- Токійський аграрно-технічний університет (додатковий кампус)
- Токійський університет вільних мистецтв
- Університет Хосей